# Джигитовка
Джигито́вка (от тюркского джигит — лихой, храбрый, опытный всадник) — у восточных народов, скачка на лошади, во время которой наездник выполняет гимнастические и акробатические упражнения, военно-прикладной вид конного спорта, у западных народов вольтижировка.  Вот какое пояснение в происхождению данного термина сделал служивший на Кавказе Лев Толстой:  "Джигит по кумыцки значит храбрый; переделанное же на русский лад слово джигитовать соответствует слову «храбриться»".
Джигитовка возникла и развивалась у народов Кавказа, Средней Азии, казаков как естественный способ верховой езды, подготовки ездока и лошади. Казачий вид спорта. Джигитовка является родоначальницей вольтижировки.
Джигитовка — цирковой жанр; разновидность верховой езды, во время которой всадники:
- демонстрируют виртуозное управление специально дрессированным конем;
- стреляют на полном карьере в цель;
- выполняют эффектные упражнения с шашкой и сложные акробатические прыжки.

Джигитовка превосходит кавалерийскую вольтижировку своим темпом и обилием трюков.
Первым артистом — джигитом, основоположником циркового жанра, считается Агубе Гудцов (1880—1968), осетинский цирковой наездник начала XX века, покоривший своим искусством зрителей во многих странах мира.
Выдающиеся мастера советского и российского цирка работавшие в жанре джигитовки: Алибек Кантемиров, Михаил Туганов, Ирбек Кантемиров, Мухтарбек Кантемиров, Дзерасса Туганова, Тамерлан Нугзаров, Хаким Зарипов, Давлет Ходжабаев, Юрий Мерденов и другие.

## История
Первое упоминание о джигитовке принадлежит Ксенофонту.

Сложнейшие элементы и наибольшее распространение джигитовка получила у казаков в XIX веке. В Уставе строевой казачьей службы изданного 1899 году говорится: (современная орфография)
Ст.205. Цель джигитовки состоит в развитии в казаке смелости и ловкости, а потому джигитовка необходима для каждого казака.
Ст.209. Джигитовка разделяется: 1) на обязательную для всех казаков, исполняемую с оружием и походным вьюком; и 2) на вольную, которая может быть без оружия и вьюка.
К обязательной джигитовке относились:
- стрельба с коня и рубка чучел
- поднимание предметов с земли
- подъём на коня пешего товарища
- увоз раненого одним или двумя всадниками
- соскакивание и вскакивание на коня на карьере.

К упражнениям вольной джигитовки относились:
- джигитовка с пикой,
- умение положить коня на карьере,
- скачка о дву-конь и три-конь, пересадкою с одной лошади на другую,
- скачка группами,
- скачка стоя,
- скачка вниз головою,
- переворачивание на карьере лицом назад и скачка сидя задом наперед,
- расседлывание коня на скаку.

В военной энциклопедии издательства Сытина (1911—1915) выделяются следующие виды джигитовки:
- Стрельба с коня в карьер по чучелам из соломы, пропитанным нефтью. Стрельба вниз в кусок белой бумаги на земле.
- Нагибание направо и налево и поднимание с земли предметов
- Соскакивание на обе стороны по несколько раз подряд
- Скачка стоя на седле и нагибание, чтобы поднять с земли какой-либо предмет
- Соскакивание перед барьером и вскакивание на лошадь в тот момент, когда она преодолевает барьер
- Расседлывание и снова оседлывание лошади на карьере, не слезая, а только пересев на круп лошади.
- На полном ходу соскакивание с лошади назад и в тот же момент вскакивание опять на лошадь сзади же, притянувшись за хвост
- «отвага», то есть держа в стременах ноги, броситься навзничь направо или налево назад всем корпусом, головою вниз, и держаться на весу
- Перелезание на полном карьере впереди груди лошади или под брюхом с одной стороны, чтобы сесть на седло с другой.
- Скачка одного всадника на двух лошадях с прыжками через лошадь.

Впоследствии джигитовка входила в боевую подготовку кавалерии Красной Армии. Однако с развитием военного дела важнее становилось умение всадника действовать в составе подразделения и взаимодействовать с другими частями, чем личное мастерство. Во время Второй мировой войны от конницы требовалась возможность перебрасывать боевые силы и средства при выполнении тактических и оперативных задач. После ликвидации кавалерии как рода войск Сухопутных войск Вооружённых Сил в начале 50-х годов XX века, джигитовка исчезает как самостоятельная дисциплина.
Джигитовка как отдельный спортивный вид существовала до 70-х годов XX века. Шестикратным чемпионом СССР по джигитовке был выдающийся мастер Ирбек Кантемиров, представитель цирковой династии Кантемировых. Известными мастерами джигитовки были заслуженный мастер спорта Валентин Мишин и патриарх российских каскадеров Мухтарбек Кантемиров. После 70-х джигитовку заменяет вольтижировка.
Спортивный вид джигитовки возрождён в 2005 году.

## Описание
Современная спортивная джигитовка — дисциплина конного спорта, в которой первенство определяется по оцененному в баллах лучшему исполнению индивидуальных спортивных «боевых» приемов, при условии ограничения времени на их выполнение.
Джигитовка направлена на развитие у спортсмена ловкости, смелости, отваги, высокого мастерства владения лошадью.
Соревнования могут включать в себя разделы: «Специальная джигитовка» и «Вольная джигитовка». Раздел «Специальная джигитовка» включает в себя следующие упражнения: «Владение пикой», «Стрельба из пистолета и метание ножа», «Владение шашкой» и «Стрельба из лука».
В разделе «Вольная джигитовка» в течение заезда всадник должен выполнить 6 упражнений (трюков), которые в свою очередь делятся на 4 категории сложности. Повторение упражнений не допускается. В зависимости от уровня категории оценка за выполнение упражнения умножается на коэффициент сложности — 1, 2, 3, 4.

## Виды упражнений
Упражнения I категории сложности. Коэффициент — 1.
1. Стойка на стремени.
2. Езда, лежа поперек седла.
3. Соскок с посадкой в седло через шею лошади.
4. Соскок с посадкой в седло через круп лошади.
5. Прямое волочение.
6. Казачий обрыв в стремени.
7. Езда спиной вперед на шее лошади без соскока (женщины).
8. Казачий вис.
9. Стойка на стремени — «флажок» (женщины).
10.  Ласточка на стремени.
16.2 Упражнения II категории сложности. Коэффициент — 2.
11.  Стойка вниз головой.
12.  Езда, стоя на седле
13.  Ласточка на седле.
14.  Обратное волочение.
15.  Казачий обрыв в путлище.
16.  Соскок против темпа.
17.  Обратный казачий вис (женщины).
18.  Езда, лежа поперек на шее лошади (женщины).
16.3. Упражнения III категории сложности. Коэффициент — 3.
19.  Вертушка вокруг луки.
20.  Оборотная (темповая) вертушка.
21.  Терская вертушка.
22.  Уральская вертушка.
23.  Ножницы.
24.  Соскоки на обе стороны.
25.  Поднимание предметов с земли.
16.4. Упражнения IV категории сложности. Коэффициент — 4.
26.  Пролаз под животом коня.
27.  Пролаз под шеей коня.
28.  Уральский толчок.
29.  Плечевая стойка вниз головой
30.  Цирковая (круглая) вертушка